# Lugal-Ane-Mundu de Adab

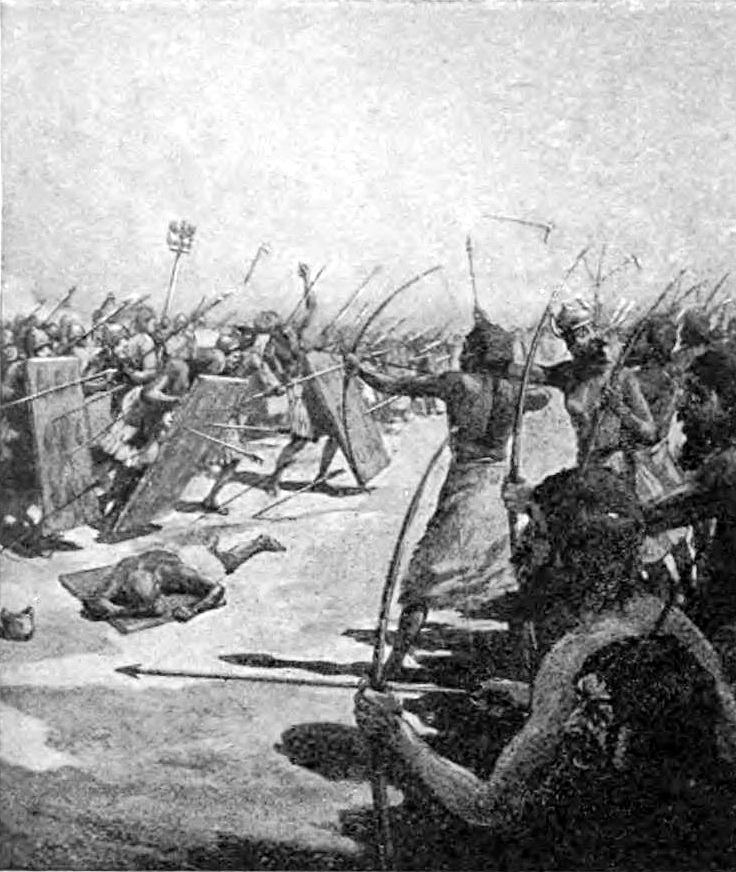
Batalla entre sumerios y semitas

Lugalannemundu es el único rey conocido de las dinastías de Adab, antigua ciudad situada en el borde norte de Sumeria cerca de Nippur, que viene contemplado en la lista real sumeria. Es célebre por sus conquistas hacia el noroeste, llegando mucho antes que Sargón el Grande hasta Siria e incluso Cilicia y la baja Anatolia. Escrituras posteriores a Sargón le citan como vencedor de trece príncipes y edificador de un templo a Nintu, esposa de Enlil en la mitología sumeria. Vivió en el siglo XXV a. C. Es considerado el primero de los monarcas sumerios que alcanzó el horizonte siro-anatólico.
Su imperio, quizá el primero de la historia, colapsó tras su muerte. De acuerdo con esto, la lista de reyes indica que el reinado (es decir, la hegemonía) pasó a la dinastía de Mari, a partir de Anbu. Sin embargo, se ha sugerido que, más probablemente, sólo el último de esos reyes de Mari, Sharrumiter, fue quien alcanzó la hegemonía, después de Lugal-Anne-Mundu.  Con la desintegración del reino de Adab, otras prominentes ciudades parecen haber recuperado simultáneamente su independencia, como Lagash (Lugalanda), Akshak (que no mucho después ganó el reino de Mari, quizá bajo Puzur-Nirah), y Umma (cuyo rey, Lugalzagesi con el tiempo, llegó a forjar su propio imperio en el Creciente Fértil).